# 大塚末子

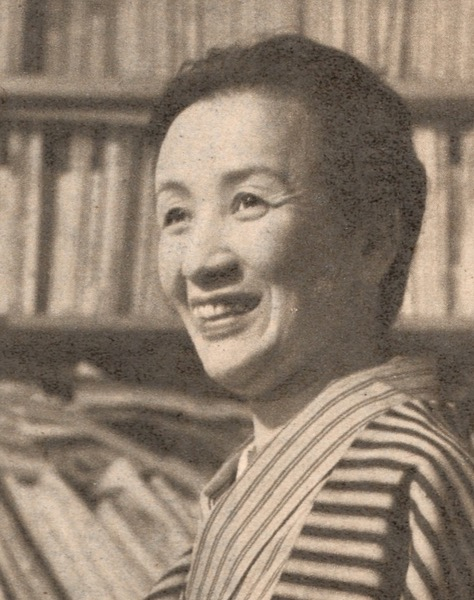
1957年

大塚 末子（おおつか すえこ、1902年3月9日 - 1998年11月25日）は、日本のファッションデザイナー。

## 略歴
福井県敦賀市出身。実業学校中退後、呉服屋のお針子となり、上京して1932年結婚。夫の勧めで文化服装学院に入学して洋裁を学び、1935年に卒業。
『暮しの手帖』第5号（1949年）に、考案した「もんぺスーツ」が掲載される。1948年に夫と死別し、『装苑』の編集者を務めていたとき、仕事で出会ったイサム・ノグチに、着用していたもんぺスーツの素晴らしさを指摘されて退社、ファッションデザイナーとなる。
1952年から銀座の「たくみ工芸店」に勤務するかたわら、本来は洋裁のものである型紙や洋服地を和服に導入して、機能的な和装デザインを次々と考案した。「お末羽織」「ワンピースきもの」「ツーピースきもの」「スリーピースきもの」などが代表的である。

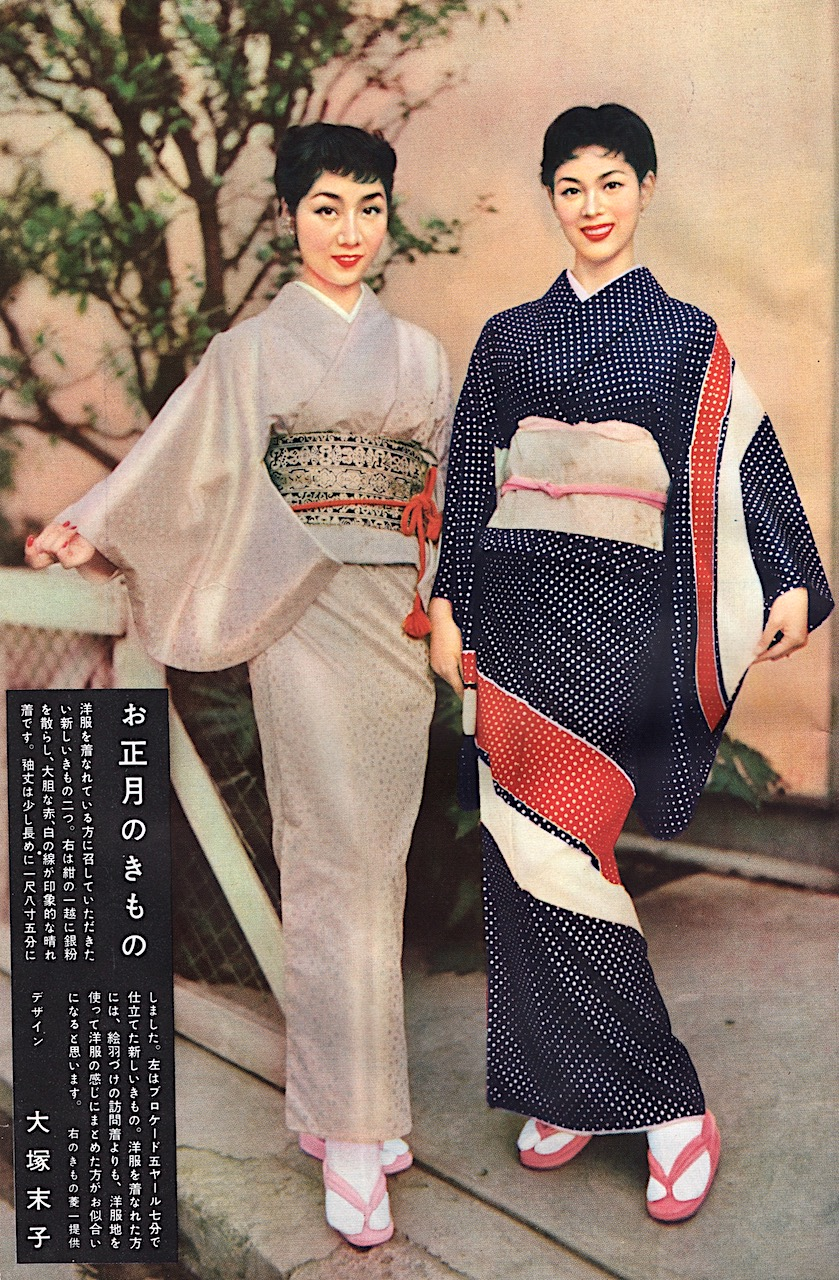
『装苑 』1956年1月号大塚未子デザイン｡左は。洋服地着

1953年には「高島屋百選会」の一員となり、1954年には「大塚末子きもの学院」を創立。1956年には「第1回日本ファッション・エディターズ・クラブ賞」を受賞する。
1960年代以降、既製品の洋服が日常着として広く普及してからは、機能性の向上を目指すニューキモノの提案よりも、むしろ伝統的な着物の良さを伝える立場をとった。

## 考案したニューキモノ
もんぺスーツ
もんぺを使った上下セットはそれまでもあったが、大塚のスーツは洋服の裁断法を用い、上衣はブルゾン風になっているなどスタイリッシュで機能的であり、俳人の黒田杏子が愛用しているという。
ワンピースきもの
和服用の布地よりも幅の広い洋服地を使って衽を省略し、ミシン縫いとしたもの。
ツーピースきもの
上下二部式になっており、着脱が容易で着崩れもしにくい。日本万国博覧会のコンパニオン衣装や、日本航空のスチュワーデスの和装制服にも採用されている。
スリーピースきもの
茶羽織・袖なし胴着・巻きスカートからなるセットが着物地一反で作れるようになっており、洋服にも着回すことができる。

### お末羽織
従来の茶羽織を改良した、着丈70cm程度の短い羽織もので、1反から2着作れる経済性、ポケットつきという機能性、伝統的な和裁では用いないバイアス使いによる動きやすさなどが特徴である。水上勉など著名人にも愛好された。昭和30年代に大流行となり、一般的な羽織の丈の流行も、それまでの長羽織から短い丈に取って代わることとなった。

## 著書
- 『きもの全書』婦人画報社 1956
- 『きものと私』春陽堂書店 1958
- 『新しいきもの双書』全6巻 婦人画報社 1959-61
- 『きもの作り方全書』文化服装学院出版局 1961
- 『新・きもの全書』婦人画報社 1962
- 『日本の直線紋様』編 美術出版社 1963
- 『若い人のキモノ百科』婦人画報社 1965
- 『ミセスのキモノ百科』婦人画報社 1966
- 『大塚末子キモノコート集』婦人画報社 1967
- 『きもの実用学 晴着からふだん着まで』婦人画報社 1967
- 『新しい和裁』同文書院 1969
- 『きものとともに』大塚学院出版部 1969
- 『新きものつくり方全書』文化出版局 1972
- 『和服コート作り方全書』文化出版局 1977
- 『女、八十歳の伝言』文化出版局 1983
- 『これからのきもの』用美社 1985
- 『大塚末子の新・ふだん着』文化出版局 1988
- 『もんぺ讃歌 生きて、愛して、おしゃれして』主婦の友社 1988